# 紐黑文 (密蘇里州)
紐黑文（英語：New Haven）是位於美國密蘇里州富蘭克林縣的城市。

## 人口
根據2020年美國人口普查的數據，紐黑文的面積為8.75平方千米，當中陸地面積為8.32平方千米，而水域面積為0.42平方千米。當地共有人口2414人，而人口密度為每平方千米276人。